# Macropsis tristis
Macropsis tristis är en insektsart som beskrevs av Van Duzee 1890. Macropsis tristis ingår i släktet Macropsis och familjen dvärgstritar. Inga underarter finns listade i Catalogue of Life.